# Nogometni klub Kamen Ingrad Velika
Il Nogometni klub Kamen Ingrad, conosciuto semplicemente come Kamen Ingrad, è stato il nome con cui era noto dal 1999 al 2008 (il periodo dei maggiori successi) il Nogometni klub Papuk, una squadra di calcio di Velika, una cittadina nella regione di Požega e della Slavonia in Croazia.

## Storia
Fondato nel 1929 con il nome di NK Velika, dopo la seconda guerra mondiale cambiò nome in NK Papuk, che è il nome del monte più alto (con annesso geoparco) della Slavonia orientale. Nel 1999 cambiò ancora denominazione assumendo il nome di Kamen Ingrad che era il nome dello sponsor, la Kamen-Ingrad d.d. ˝u stečaju˝, una ditta per la costruzione di strade ed autostrade.
Da allora il club si è pian piano consolidato, venendo promosso nella Prva HNL nel 2002, e partecipando alla Coppa UEFA 2003-2004 venendo eliminato dallo Schalke 04 al 1º turno.
Il Kamen retrocesse dalla Prva HNL nel 2006-07 finendo ultimo in classifica on soli 11 punti in 33 gare (sarebbero stati 13, ma ci fu una penalizzazione di 2 punti poiché utilizzarono 2 giocatori squalificati per 2 gare).
Varie difficoltà finanziarie, causate soprattutto dai problemi dello sponsor principale Kamen Ingrad e del proprietario/presidente Vlado Zec, si rifletterono anche sull'andamento del club che subì la seconda retrocessione consecutiva nella Druga HNL 2007-08. Il 23 luglio 2008 ci fu l'annuncio che la società non avrebbe partecipato a nessun campionato nella stagione 2008-09 e da qui il passo allo scioglimento fu breve.
Nel 2009 il club viene rifondato come NK Papuk e da allora milita nella 1. ŽNL Požeško-slavonska (Prva županijska nogometna liga Požeško-slavonska, il massimo campionato della Regione di Požega e della Slavonia).

## Cronistoria

### Gli anni d'oro del Kamen Ingrad
| Stagione | Campionato | Campionato | Campionato | Campionato | Campionato | Campionato | Campionato | Campionato | Campionato | Coppa | Europa          | Europa | Capocannoniere  | Capocannoniere |
| Stagione | Divisione  | G          | V          | N          | P          | GF         | GS         | Pti        | Pos        | Coppa | Europa          | Europa | Giocatore       | Reti           |
| -------- | ---------- | ---------- | ---------- | ---------- | ---------- | ---------- | ---------- | ---------- | ---------- | ----- | --------------- | ------ | --------------- | -------------- |
| 1999–00  | 3. HNL Est | 30         | 24         | 6          | 0          | 88         | 19         | 78         | 1°         |       |                 |        |                 |                |
| 2000–01  | 2. HNL     | 34         | 23         | 5          | 6          | 78         | 32         | 74         | 1°         | 4'    |                 |        |                 |                |
| 2001–02  | 1. HNL     | 30         | 9          | 8          | 13         | 28         | 46         | 35         | 12°        | 8'    |                 |        | Joško Popović   | 7              |
| 2002–03  | 1. HNL     | 32         | 11         | 11         | 10         | 34         | 34         | 44         | 4°         | SF    |                 |        | Zoran Zekić     | 14             |
| 2003–04  | 1. HNL     | 32         | 13         | 7          | 12         | 45         | 36         | 46         | 7°         | 4'    | Coppa UEFA      | 1°T    | Zoran Zekić     | 13             |
| 2004–05  | 1. HNL     | 32         | 12         | 5          | 15         | 36         | 39         | 41         | 9°         | 16'   | Coppa Intertoto | 2°T    | Edin Šaranović  | 8              |
| 2005–06  | 1. HNL     | 32         | 11         | 5          | 16         | 33         | 47         | 38         | 6°         | SF    |                 |        | Srđan Lakić     | 12             |
| 2006–07  | 1. HNL     | 33         | 3          | 4          | 26         | 27         | 77         | 11         | 12°        | 8'    |                 |        | Ilija Sivonjić  | 7              |
| 2007–08  | 2. HNL     | 30         | 7          | 7          | 16         | 26         | 49         | 28         | 14°        | 16'   |                 |        | Marijan Nikolić | 9              |

### Nelle coppe europee
| Competizione              | Turno             | Avversari          | Risultati |
| ------------------------- | ----------------- | ------------------ | --------- |
| Coppa UEFA 2003-04        | turno preliminare | Etzella Ettelbruck | 2–1, 7–0  |
| Coppa UEFA 2003-04        | 1º turno          | Schalke 04         | 0–0, 0–1  |
| Coppa Intertoto UEFA 2004 | 2º turno          | Spartak Mosca      | 1–4, 0–1  |

### Altri piazzamenti
- Prva HNL:

Quarto posto: 2002-03
- Coppa di Croazia:

Semifinalista: 2002-03, 2005-06

## Strutture

### Stadio

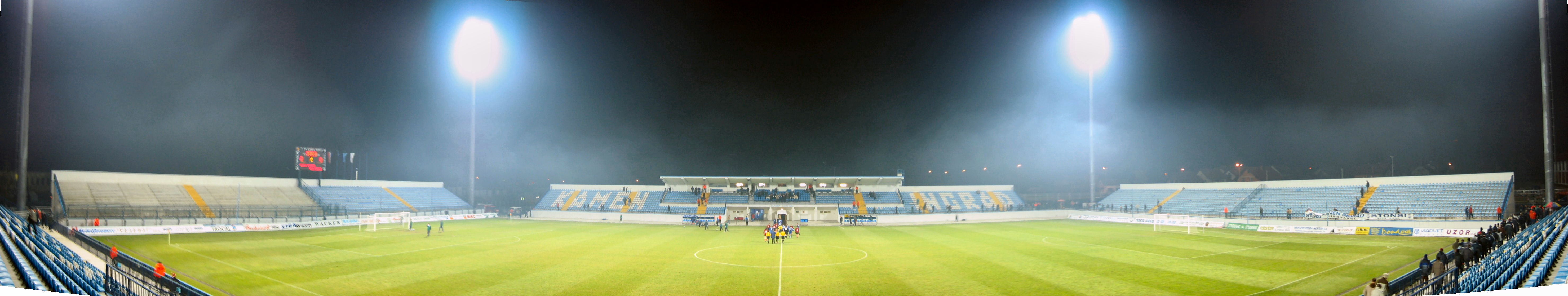
ŠRC Kamen-Ingrad

Il club disputa le partite casalinghe allo ŠRC Kamen Ingrad (la sigla sta per Športsko-rekreacijski centar, centro sportivo ricreativo), un impianto da 10000 posti (tutti a sedere), ovvero quattro volte gli abitanti di Velika, omologato ai criteri UEFA. Nel 2017 lo stadio è andato all'asta e comprato per 2,14 milioni di kune (prezzo di partenza 2 milioni), nonostante il valore fosse di 67 milioni di kune.

## Giocatori celebri
- Srđan Lakić
- Mario Mijatović
- Mario Galinović
- Zoran Zekić

## Palmarès
- Druga hrvatska nogometna liga: 1

2000-2001
- Treća HNL: 1

1999-2000 (girone Est)